# Massive Attack
Massive Attack er et engelsk trip hop-band, dannet i 1988 i Bristol af Robert "3D" Del Naja, Adrian "Tricky" Thaws, Andrew "Mushroom" Vowles og Grant "Daddy G" Marshall.
De startede som et undergrundsband, men har siden samarbejdet med bl.a. Björk, David Bowie og Madonna.
Massive Attack udspringer af DJ-kollektivet the Wild Bunch, der huserede i Bristol-området i midt-firserne, og trak store menneskemængder til deres sound-system fester. De to medlemmer Andrew Vowles og Grant Marshall dannede i 1987 gruppen sammen med graffitimaleren Robert del Naja og udgav singlen 'Daydreaming', der bl.a. indeholdt en gæsteoptræden af Tricky.
Tricky var en fremtrædende skikkelse på debut LP'en 'Blue Lines', der udkom under navnet Massive som en følge af Golfkrigen. Pladen indeholdt bl.a. nummeret 'Unfinished Sympathy', der igen og igen er blevet kåret som verdens bedste sang af forskellige engelske musiktidskrifter. 
I de følgende år koncentrerede medlemmerne af Massive Attack sig hovedsageligt om remixes af andre kunstnere, hvor blandt andet Garbage og Madonna havde glæde af gruppens evner.
Udgivelsen af den anmelderroste 'Mezzanine' blev den sidste udgivelse med det oprindelige Massive Attack, for efter udgivelsen af pladen forlod først Vowles og derefter Marshall gruppen og efterlod Robert del Naja tilbage som eneste medlem. Han fandt dog sammen med produceren Neil Davidge, og udgav i 2003 det seneste album '100th Window'.
Et album, der udover gæsteoptrædener af Sinead O'Connor, skilte sig ud fra tidligere Massive Attack albums, da der på denne plade ikke var brugt nogen form for samples.

## Diskografi

### Album
- Blue Lines, (1991)
- Protection, (1994)
- No Protection, (1995)
- Mezzanine, (1998)
- 100th Window, (2003)
- Collected (compilation), (2006)
- Heligoland, (2010)